# John de Vere, 16:e earl av Oxford
John de Vere, 16:e earl av Oxford född 1516, död 3 augusti 1562, var en engelsk adelsman. Hans far var John de Vere, 15:e earl av Oxford och hans mor Elizabeth Trussel, som var dotter till Edward Trussel. Hans titel var Lord Bolebec från 1526 fram till 1540 då han ärvde faderns titel.
Han gifte sig först med Dorothy Neville, dotter till Ralph Neville, 4:e earl av Westmorland i Holywell Priory, Shoreditch, London den 3 juli 1536, och sedan med Margery Golding i Belchamp St Paul den 1 augusti 1548. I dessa äktenskap fick han tre barn: Katherine de Vere, Edward de Vere och Mary de Vere. 
Han var sponsor för Oxford's Men, ett teatersällskap, från 1555 till sin död 1562.
John de Vere är begravd på Castle Hedingham i Essex den 31 augusti 1562.